# Arbitrariamente grande
En matemáticas, los términos arbitrariamente grande, arbitrariamente pequeño y arbitrariamente largo se utilizan en enunciados para aclarar el hecho de que una determinada entidad puede ser tan grande, pequeña o larga respectivamente como se desee, con pocas limitaciones o restricciones. El uso de arbitrariamente a menudo aparece en el contexto de los números reales (y en subconjuntos de los mismos), aunque su significado puede diferir del de suficientemente e infinitamente.

## Ejemplos
La declaración
"{\displaystyle f(x)} no es negativo para {\displaystyle x} arbitrariamente grande."
es una abreviatura de:
"Para todo número real {\displaystyle n}, {\displaystyle f(x)} no es negativo para algún valor de {\displaystyle x} mayor que {\displaystyle n}.
En el lenguaje común, el término arbitrariamente grande (o arbitrariamente largo en su caso) se usa a menudo en el contexto de las secuencias de números. Por ejemplo, decir que hay "progresiones aritméticas de números primos arbitrariamente largas" no significa que exista una progresión aritmética infinitamente larga de números primos (no la hay), ni que exista una progresión aritmética particular de números primos que sea en algún sentido " arbitrariamente larga". Más bien, la frase se usa para referirse al hecho de que no importa lo grande que sea el número "{\displaystyle n}", dado que existe una progresión aritmética de números primos de longitud al menos "{\displaystyle n}".
Similar a arbitrariamente grande, también se puede definir la expresión "{\displaystyle P(x)} se cumple para números reales arbitrariamente pequeños", de la siguiente manera:
{\displaystyle \forall \epsilon \in \mathbb {R} _{+},\,\exists x\in \mathbb {R} :|x|<\epsilon \land P(x)}
En otras palabras:
Por pequeño que sea un número, habrá un número {\displaystyle x} más pequeño que {\displaystyle P(x)}.

## Arbitrariamente grande frente a suficientemente grande y frente a infinitamente grande
Si bien es similar, arbitrariamente grande no es equivalente a suficientemente grande. Por ejemplo, si bien es cierto que los números primos pueden ser arbitrariamente grandes (dado que hay una cantidad infinita de ellos según se demuestra en el teorema de Euclides), no es cierto que todos los números suficientemente grandes sean primos.
Como otro ejemplo, la afirmación "{\displaystyle f(x)} no es negativa para {\displaystyle x} arbitrariamente grande" podría reescribirse como:
{\displaystyle \forall n\in \mathbb {R} {\mbox{, }}\exists x\in \mathbb {R} {\mbox{ tal que }}x>n\land f(x)\geq 0}
Sin embargo, al usar suficientemente grande, la misma frase se convierte en:
{\displaystyle \exists n\in \mathbb {R} {\mbox{ tal que }}\forall x\in \mathbb {R} {\mbox{, }}x>n\Rightarrow f(x)\geq 0}
Además, arbitrariamente grande tampoco significa infinito. Por ejemplo, aunque los números primos pueden ser arbitrariamente grandes, no existe un número primo infinitamente grande, ya que todos los números primos (así como todos los demás enteros) son finitos.
En algunos casos, frases como "la proposición {\displaystyle P(x)} es verdadera para {\displaystyle x} arbitrariamente grande" se usan principalmente para enfatizar, como en "{\displaystyle P(x)} es verdadera para todo {\displaystyle x}, sin importar lo grande que sea {\displaystyle x}. En estos casos, la expresión arbitrariamente grande no tiene el significado indicado anteriormente (es decir, "no importa lo grande que sea el número, dado que habrá 'algún' número mayor para el cual {\displaystyle P(x)} aún se cumpla".). En cambio, el uso en este caso es, de hecho, lógicamente sinónimo de "todos".